# Kazachstánská hymna
Hymna Kazachstánu je píseň Менің Қазақстаным (česky Můj Kazachstán). Státní hymnou Kazachstánu je od 6. ledna roku 2006.

## Historie
Do roku 1944 neměli Kazaši oficiálně schválenou státní hymnu, i když měli spoustu národních hudebních děl blízkých svému duchu, ve stejné významnosti jako hymna. Mezi nimi «Елим-ай», «Сары-арка», «Адай».
V roce 1944 skladatelé Mukan Tolebajev (Мұқан Төлебаев), Evgenij Brusilovskij (Евгений Брусиловский) a Latif Chamedi (Латиф Хамеди) napsali hymnu Kazašské SSR, v níž vyjádřili odraz války, duch blížícího se vítězství, přátelství národů, pracovní nadšení, charakterizující lidi té doby.

### Hymna v letech 1992–2006
Po vyhlášení nezávislosti v roce 1991 byl začátkem roku 1992 vyhlášen konkurz na hudbu a text nové hymny Republiky Kazachstán. Ve výběrovém řízení se sešlo okolo 750 návrhů. V průběhu hodnocení veřejnost vyjádřila názor o nutnosti zachování hudby předcházející hymny, která byla blízká srdci každého Kazacha.
Hymna je náročné muzikálně-básnické dílo. Zpravidla se neskládá jen z melodie, velký význam má i text písně. V básnickém maratonu byli čtyři. Tři z nich, Muzafar Älimbaev, Kadir Mirzaliev a Tumanbaj Moldagaliev, byli známí básníci střední generace. K nim se připojila mladá básnířka Žadira Daribajeva.
Hudba: Mukan Tolebajev (Мұқан Төлебаев), Evgenij Brusilovskij (Евгений Брусиловский) a Latif Chamedidin (Латиф Хамедидің)
Text: Muzafar Älimbajev (Мұзафар Әлімбаев), Kadyr Myrza Äli (Қадыр Мырза Әлі), Tumanbaj Moldagaliev (Тұманбай Молдағалиев) a Žadyra Daribajevá (Жадыра Дарибаева)
| Cyrilice | Latinka | Arabské písmo | MFA transcription |
| --- | --- | --- | --- |
| Жаралған намыстан қаһарман халықпыз, Азаттық жолында жалындап жаныппыз. Тағдырдың тезінен, тозақтың өзінен Аман-сау қалыппыз, аман-сау қалыппыз. Қайырмасы: Еркіндік қыраны шарықта, Елдікке шақырып тірлікте! Алыптың қуаты – халықта, Халықтың қуаты – бірлікте! Ардақтап анасын, құрметтеп данасын, Бауырға басқанбыз баршаның баласын. Татулық, достықтың киелі бесігі Мейірбан Ұлы Отан, қазақтың даласы! Қайырмасы Талайды өткердік, өткенге салауат, Келешек ғажайып, келешек ғаламат! Ар-ождан, ана тіл, өнеге-салтымыз, Ерлікте, елдікте ұрпаққа аманат! Қайырмасы | Jaralğan namystan qaharman halyqpyz, Azattyq jolynda jalyndap janyppyz. Tağdyrdyñ tezınen, tozaqtyñ özınen Aman-sau qalyppyz, aman-sau qalyppyz. Qaiyrmasy: Erkındık qyrany şaryqta, Eldıkke şaqyryp tırlıkte! Alyptyñ quaty – halyqta, Halyqtyñ quaty – bırlıkte! Ardaqtap anasyn, qūrmettep danasyn, Bauyrğa basqanbyz barşanyñ balasyn. Tatulyq, dostyqtyñ kielı besıgı – Meiırban Ūly Otan, qazaqtyñ dalasy! Qaiyrmasy Talaidy ötkerdık, ötkenge salauat, Keleşek ğajaiyp, keleşek ğalamat! Ar-ojdan, ana tıl, önege-saltymyz, Erlıkte, eldıkte ūrpaqqa amanat! Qaiyrmasy | ،جارالعان نامىستان قاهرامان حالىقپىز .ازاتتىق جولىندا جالىنداپ جانىپپىز تاعدىردىڭ تەزئنەن، توزاقتىڭ ؤزئنەن .امان-ساۋ قالىپپىز، امان-ساۋ قالىپپىز :قايىرما ،ەركئندئك قىرانى، شارىقتا !ەلدئككە شاقىرىپ تئرلئكتە ،الىپتىڭ قۋاتى – حالىقتا !حالىقتىڭ قۋاتى – بئرلئكتە ،ارداقتاپ اناسىن، قۇرمەتتەپ داناسىن .باۋىرعا باسقانبىز بارشانىڭ بالاسىن — تاتۋلىق، دوستىقتىڭ كئيەلئ بەسئگئ !مەيئربان ۇلى وتان، قازاقتىڭ دالاسى قايىرماسى ،تالايدى ؤتكەردئك، ؤتكەنگە سالاۋات !كەلەشەك عاجايىپ، كەلەشەك عالامات ،ار-وجدان، انا تئل، ؤنەگە-سالتىمىز !ەرلئك تە، ەلدئك تە ۇرپاققا امانات قايىرماسى | [ʒɑ̝.r̪ɑ̝ʟ̠.ˈʁɑ̝̃n̪ n̪ɑ̝̃.məs̪.ˈt̪ɑ̝̃n̪ ǀ qɑ̝.hɑ̝r̪.ˈmɑ̝̃n χɑ̝.ɫ̪əq.ˈpəz̪ ǀ] [ɑ̝.z̪ɑ̝t̪̚.ˈt̪əq ʒo̞.ɫ̪ʊ̃n̪.ˈd̪ɑ̝ ǀ ʒɑ̝.ɫ̪ə̃n̪.ˈd̪ɑ̝p ʒɑ̝̃.n̪əp̚.ˈpəz̪ ‖] [t̪ɑ̝ʁ.d̪ər̪.ˈd̪ə̃ŋ t̪ʲe̘.z̪ɪ̪̃.ˈn̪ʲẽ̘n̪ ǀ t̪o̞.z̪ɑ̝q.ˈt̪ə̃ŋ wʏ̞.z̪ʏ̞̃.ˈn̪ʲẽ̘n̪] [ɑ̝̃.ˈmɑ̝̃n̪ s̪ɑ̝w qɑ̝.ɫ̪əp̚.ˈpəz̪ ǀ ɑ̝̃.ˈmɑ̝̃n̪ s̪ɑ̝w qɑ̝.ɫ̪əp̚.ˈpəz̪ ‖] [qɑ̝.jər̪.mɑ̝.ˈs̪ə] [je̘r̪.kɪ̞̃n̪.ˈd̪ɪ̞k qə.r̪ɑ̝̃.ˈnə ǀ ʃɑ̝.r̪əq.ˈt̪ɑ̝ ǀ] [je̘l̪ʲ.d̪ɪ̞k̚ʲ.ˈkʲe̘ ʃɑ̝.qə.ˈr̪əp t̪ɪ̞r̪.l̪ɪ̞k.ˈt̪ʲe̘ ‖] [ɑ̝.ɫ̪əp.ˈt̪ə̃ŋ qʊ.wɑ̝.ˈt̪ə χɑ̝.ɫ̪əq.ˈt̪ɑ̝ ǀ] [χɑ̝.ɫ̪əq.ˈt̪ə̃ŋ qʊ.wɑ̝.ˈt̪ə bɪ̞r̪.l̪ɪ̞k.ˈt̪ʲe̘ ‖] [ɑ̝r̪.d̪ɑ̝q.ˈt̪ɑ̝p ɑ̝̃.n̪ɑ̝.ˈs̪ə̃n̪ ǀ qo̙r̪.mʲe̘t̪̚.ˈt̪ʲe̘p d̪ɑ̝̃.n̪ɑ̝.ˈs̪ə̃n̪ ǀ] [bɑ̝.wər̪.ˈʁɑ̝ bɑ̝s̪.qɑ̝̃m.ˈbəz̪ ǀ bɑ̝r̪.ʃɑ̝̃.ˈn̪ə̃m bɑ̝.ɫ̪ɑ̝.ˈs̪ə̃n̪ ‖] [t̪ɑ̝.t̪u.ˈɫ̪əq d̪o̞s̪.t̪ʊq.ˈt̪ə̃ŋ ǀ ki.je̘.ˈl̪ɪ̞ bʲe̘.s̪ɪ̞.ˈgɪ̞ ǀ] [mʲe̘.jɪ̞r̪.ˈbɑ̝̃n̪ o̙.ˈɫ̪ʊ wo̞.ˈt̪ɑ̝̃n̪ ǀ qɑ̝.z̪ɑ̝q.ˈt̪ə̃ŋ d̪ɑ̝.ɫ̪ɑ̝.ˈs̪ə̃ ‖] [qɑ̝.jər̪.mɑ̝.ˈs̪ə] [t̪ɑ̝.ɫ̪ɑ̝j.ˈd̪ə wʏ̞t̪.kɵr̪.ˈd̪ɪ̞k ǀ wʏ̞t̪.kɵ̃n̪ʲ.ˈɡʲe̘ s̪ɑ̝.ɫ̪ɑ̝.ˈwɑ̝t̪ ǀ] [kʲe̘.l̪ʲe̘.ˈʃʲe̘k ʁɑ̝.ʒɑ̝.ˈjəp ǀ kʲe̘.l̪ʲe̘.ˈʃʲe̘k ʁɑ̝.ɫ̪ɑ̝̃.ˈmɑ̝t̪ ‖] [ɑ̝r̪ wo̞ʒ.ˈdɑ̝̃n̪ ɑ̝̃.ˈn̪ɑ̝ t̪ɪ̞l̪ ǀ wʏ̞̃.n̪ɵ.ˈɡʲe̘ s̪ɑ̝ɫ̪.t̪ə̃.ˈməz̪ ǀ] [je̘r̪.ˈl̪ɪ̞k.t̪ʲe̘ je̘l̪ʲ.ˈd̪ɪ̞k.t̪ʲe̘ ǀ o̙r̪.pɑ̝q̚.ˈqɑ̝ ɑ̝̃.mɑ̝̃.ˈn̪ɑ̝t̪ ‖] [qɑ̝.jər̪.mɑ̝.ˈs̪ə] |

### Hymna od roku 2006
Od 7. ledna 2006 je hymnou Kazachstánu populární píseň napsaná ještě v roce 1956 «Мой Казахстан» («Менің Қазақстаным») Můj Kazachstán, s menšími změnami. Protože změny v textu udělal prezident Kazachstánu Nursultan Nazarbajev, uvádí se jako autor textu.
Rovněž byla změněna pravidla poslechu hymny. Nyní při poslechu hymny na oficiálních obřadech obecenstvo musí vstát a přiložit dlaň pravé ruky k levé straně hrudníku. Hudba skladatele Shamshi Kaldayakova na slova Žumekena Nažimedova (1956), Nursultana Nazarbajeva (2005).
| Latinka | Cyrilice | Arabské písmo | MFA |
| --- | --- | --- | --- |
| Altyn kün aspany, Altyn dän dalasy, Erlıktıñ dastany – Elıme qaraşy! Ejelden er degen, Dañqymyz şyqty ğoi, Namysyn bermegen, Qazağym myqty ğoi! Qaiyrma: Menıñ elım, menıñ elım, Gülıñ bolyp egılemın, Jyryñ bolyp tögılemın, elım! Tuğan jerım menıñ — Qazaqstanym! Ūrpaqqa jol aşqan, Keñ baitaq jerım bar. Bırlıgı jarasqan, Täuelsız elım bar. Qarsy alğan uaqytty, Mäñgılık dosyndai. Bızdıñ el baqytty, Bızdıñ el osyndai! Qaiyrmasy | Алтын күн аспаны, Алтын дән даласы, Ерліктің дастаны – Еліме қарашы! Ежелден ер деген, Даңқымыз шықты ғой, Намысын бермеген, Қазағым мықты ғой! Қайырма: Менің елім, менің елім, Гүлің болып егілемін, Жырың болып төгілемін, елім! Туған жерім менің — Қазақстаным! Ұрпаққа жол ашқан, Кең байтақ жерім бар. Бірлігі жарасқан, Тәуелсіз елім бар. Қарсы алған уақытты, Мәңгілік досындай. Біздің ел бақытты, Біздің ел осындай! Қайырмасы | ،التىن ءكۇن اسپانى ،التىن ءدان دالاسى – ءەرلىكتىڭ داستانى .ءەلىمە قاراشى ،ەجەلدەن ەر دەگەن ،داڭقىمىز شىقتى عوي ،نامىسىن بەرمەگەن !قازاعىم مىقتى عوي :قايىرماسى ،ءمەنىڭ ءەلىم، ءمەنىڭ ءەلىم ،ءگۇلىڭ بولىپ ءەگىلەمىن !جىرىڭ بولىپ ءتوگىلەمىن، ءەلىم !تۋعان ءجەرىم ءمەنىڭ — قازاقستانىم ،ۇرپاققا جول اشقان .كەڭ بايتاق ءجەرىم بار ،ءبىرلىگى جاراسقان .ءتاۋەلسىز ءەلىم بار ،قارسى العان ۋاقىتتى .ءماڭگىلىك دوسىنداي ،ءبىزدىڭ ەل باقىتتى !ءبىزدىڭ ەل وسىنداي قايىرماسى | [ɑ̝ɫ̪.ˈt̪ə̃ŋ‿kʏ̞̃n̪ ɑ̝s̪.pɑ̝̃.ˈn̪ə ǀ] [ɑ̝ɫ̪.ˈt̪ə̃n̪‿d̪æ̝̃n̪ d̪ɑ̝.ɫ̪ɑ̝.ˈs̪ə ǀ] [je̘r̪.l̪ɪ̞k.ˈt̪ɪ̞̃ŋ d̪ɑ̝s̪.t̪ɑ̝̃.ˈn̪ə ǀ] [je̘.l̪ɪ̞̃.ˈmʲe̘ qɑ̝.ˈr̪ɑ̝.ʃə ǁ] [je̘.ʒʲe̘l̪ʲ.ˈd̪ʲẽ̘n̪ je̘r̪ d̪ʲe̘.ˈɡʲẽ̘n̪ ǀ] [d̪ɑ̝̃ɴ.qə̃.ˈməz̪ ʃəq.ˈt̪ə ʁo̞j ǁ] [n̪ɑ̝̃.mə.ˈs̪ə̃n̪ bʲe̘r̪.mʲe̘.ˈɡʲẽ̘n̪ ǀ] [qɑ̝.z̪ɑ̝.ˈʁə̃m məq.ˈt̪ə ʁo̞j ǁ] [qɑ̝.jər̪.ˈmɑ̝] [mʲẽ̘.ˈn̪ɪ̞̃ŋ̟ je̘.ˈl̪ɪ̞̃m ǀ mʲẽ̘.ˈn̪ɪ̞̃ŋ̟ je̘.ˈl̪ɪ̞̃m ǀ] [ɡʏ̞.ˈl̪ʏ̞̃ŋ bo̞.ˈɫ̪ʊp ǀ je̘.ɣɪ̞.ˈl̪ʲẽ̘.mɪ̞̃n̪ ǀ] [ʒə.ˈr̪ə̃ŋ bo̞.ˈɫ̪ʊp t̪ɵ.ɣʏ̞.ˈl̪ʲẽ̘.mɪ̞̃n̪ ǀ je̘.ˈl̪ɪ̞̃m ǁ] [t̪u.ˈʁɑ̝̃n̪ ʒʲe̘.ˈr̪ɪ̞̃m mʲẽ̘.ˈn̪ɪ̞̃ŋ̟ ǀ qɑ̝.z̪ɑ̝.q(χə)s̪.t̪ɑ̝̃.ˈn̪ə̃m ǁ] [o̙r̪.pɑ̝q̚.ˈqɑ̝ ʒo̞ɫ̪ ɑ̝ʃ.ˈqɑ̝̃n̪ ǀ] [kʲẽ̘m‿bɑ̝j.ˈt̪ɑ̝q ʒʲe̘.ˈr̪ɪ̞̃m bɑ̝r̪ ǁ] [bɪ̞r̪.l̪ɪ̞.ˈɣɪ̞ ʒɑ̝.r̪ɑ̝s̪.ˈqɑ̝̃n̪ ǀ] [t̪æ̝.β̞ʲe̘l̪ʲ.ˈs̪ɪ̞z̪ je̘.ˈl̪ɪ̞̃m bɑ̝r̪ ǁ] [qɑ̝r̪s̪‿ɑ̝ʟ̠.ˈʁɑ̝̃n̪ wɑ̝.χət̪̚.ˈt̪ə ǀ] [mæ̝̃ŋ.gɪ̞.ˈl̪ɪ̞k d̪o̞.ˈs̪ʊ̃n̪.d̪ɑ̝j ǁ] [bɪ̞z̪.ˈd̪ɪ̞̃ŋ̟ je̘l̪ʲ bɑ̝.χət̪̚.ˈt̪ə ǀ] [bɪ̞z̪.ˈd̪ɪ̞̃ŋ̟ je̘l̪ʲ wo̙.ˈs̪ʊ̃n̪.d̪ɑj ǁ] [qɑ̝.jər̪.mɑ̝.ˈs̪ə] |

Český překlad
Zlaté slunce na nebi,
zlaté zrno na stepi,
pověst o odvaze -
to je moje zem!
V šerém dávnověku
zrodila se naše sláva,
hrdý a silný
je můj kazašský lid!
Refrén:
Můj lide, má země!
Jsem květ vzešlý z tvé země.
jsem píseň znící z tvých úst,
má vlasti, můj Kazachstáne!
Mám nekonečný prostor
a otevřenu cestu do budoucnosti.
mám nezávislost,
jediný, jednotný lid.
Jako věčného přítele
vítej novou dobu,
naše šťastná země,
náš lide!
Refrén:
Můj lide, má země!
Jsem květ vzešlý z tvé země.
jsem píseň znící z tvých úst,
má vlasti, můj Kazachstáne!